# Cymothoa scopulorum
Cymothoa scopulorum är en kräftdjursart som först beskrevs av Carl von Linné 1758.  Cymothoa scopulorum ingår i släktet Cymothoa och familjen Cymothoidae. Arten är reproducerande i Sverige. Inga underarter finns listade i Catalogue of Life.